# El valle de la sombra de la muerte

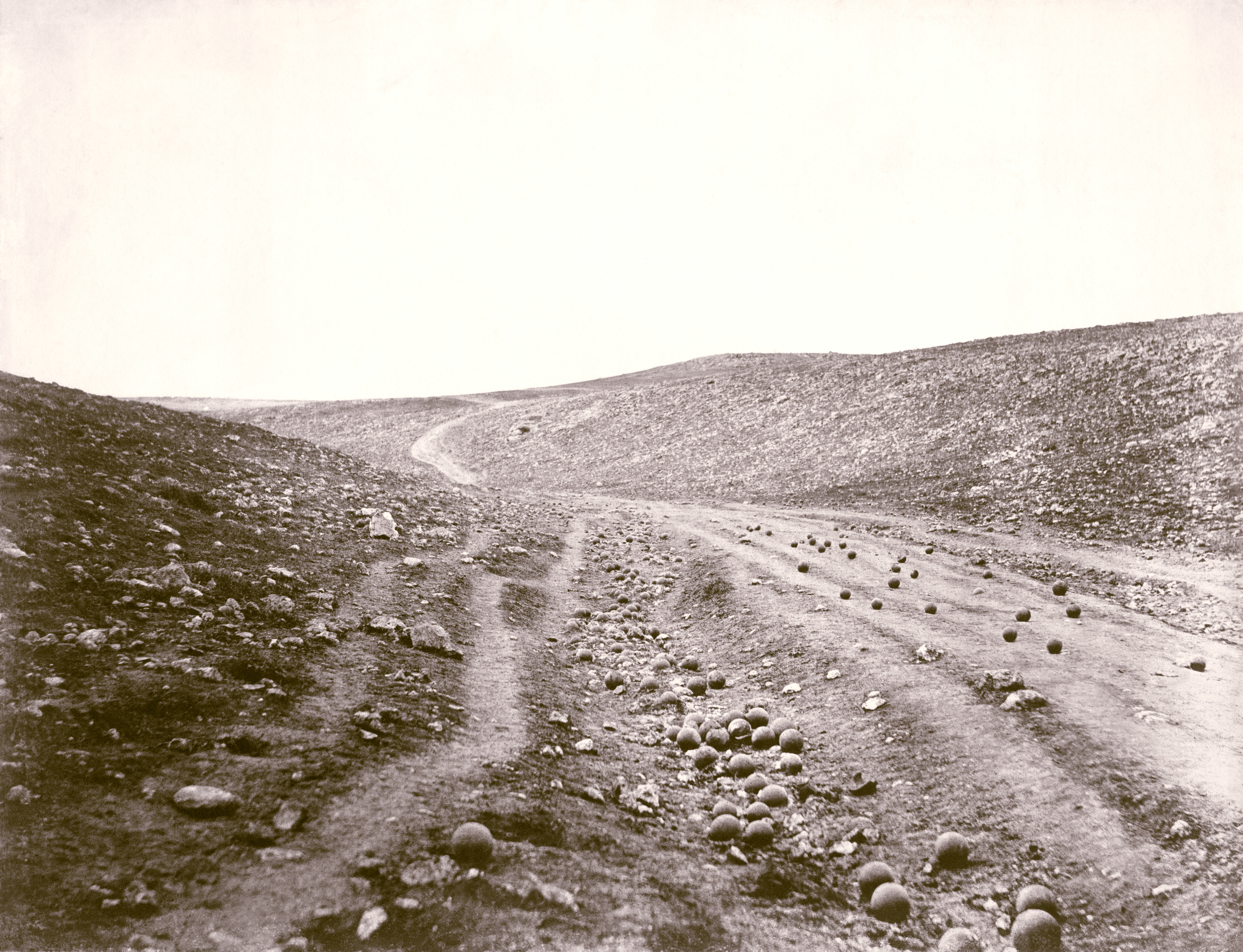
El Valle Tenebroso

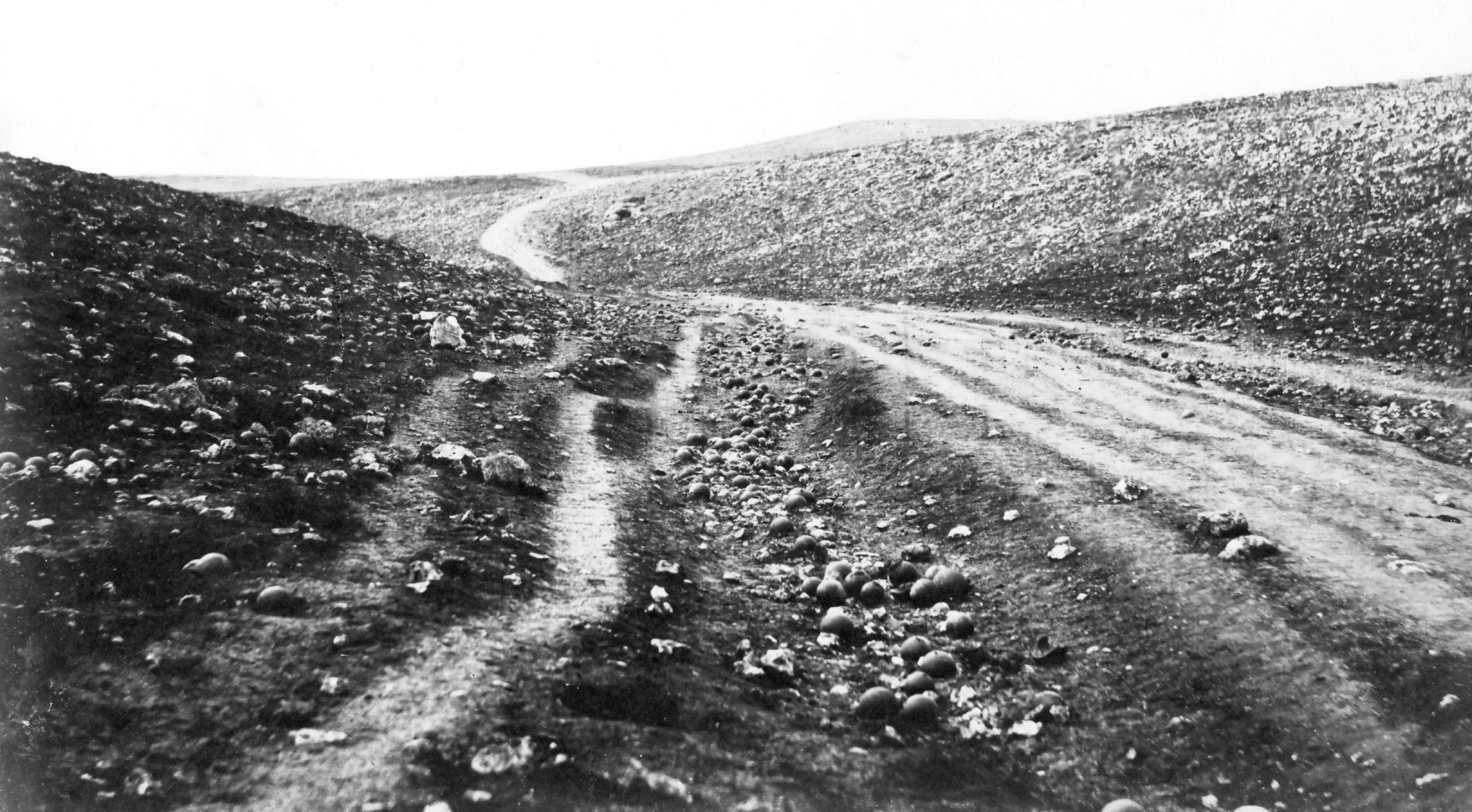
El Valle Tenebroso, sin balas de cañón en la carretera

El valle de la sombra de la muerte es una fotografía por Roger Fenton, tomada del 23 de abril de 1855, durante la Guerra de Crimea. Es una de las fotografías de guerra más conocidas de la historia.
Roger Fenton fue enviado por Thomas Agnew de Agnew & Sons para reportar la Guerra de Crimea, donde Inglaterra, Francia, y Turquía luchaban  contra Rusia. El sitio de la imagen fue nombrado por soldados británicos El Valle de Muerte por estar bajo constante bombardeo ahí. Cuando en septiembre de 1855 Thomas Agnew expuso la fotografía, como una de una serie de once titulada Panorama of the Plateau of Sebastopol en una exposición de Londres,  el tomó las tropas'—y Tennyson'—epíteto, lo expandió como Valle de la Sombra de Muerte con su evocación deliberada de vigésimo-tercer salmo de la Biblia.
En 2007 el cineasta  Errol Morris fue a Sevastopol para identificar el sitio de esta "primera fotografía icónica de guerra". Una segunda versión de la fotografía sin bolas de cañón en la carretera le hizo cuestionar la autenticidad de la fotografía. Hasta la fecha las opiniones difirieron sobre cual fue tomada primera, pero Morris mostró evidencia que la foto sin las bolas de cañón fue tomada primero. Queda en duda por qué las bolas fuera movidas a la carretera en el segundo cuadro—quizás,  él resalta, Fenton probablemente intencionadamente las colocó allí para dramatizar más la imagen. Aun así, según el Orsay Museum, "esto es improbable ya que la intensa lucha alrededor de él no se lo hubiese permitido". La alternativa es que los soldados recogían las bolas de cañón para reutilizarlas y que ellos echaban abajo las bolas desde la parte más arriba del cerro a la carretera para cogerlas después abajo.
Aunque tecnológicamente no se podían reproducir directamente fotografías en los periódicos, las imágenes de Fenton se utilizaban como modelos para xilografías que se imprimían en The Illustrated London News y ofrecían al público inglés la primera oportunidad de ver la guerra desde lejos. Aunque la imagen sugiere los horrores que sufrían los soldados, Fenton evitaba tomar fotografías de muertos y heridos incluso cuando era posible hacerlo. Le preocupaba, como al Gobierno británico, suscitar protestas contra esa guerra ya de por sí impopular.